# Al-Batina
Al-Batina o al-Batinah (àrab: الباطنة, al-Bāṭina, ‘la Interior’) és una regió (míntaqa) d'Oman entre el golf d'Oman i la serralada del Hàjar, situada entre el cap de Khatmat Milaha i la vila d'Hayl Al Umayr (al sud-est de Sib i a l'oest de Mascat). La profunditat cap a l'interior oscil·la entre 16 i 32 km; a la costa la terra és arenosa i més a l'interior pedregosa fins al peu de les muntanyes, i està regada per nombrosos uadis. Al-Batina designa en general una terra baixa en oposició a al-Zahira, regió a l'oest de les muntanyes d'Hadjar, més elevada. L'activitat econòmica és la pesca i la pastura. La capital i ciutat principal és Suhar.

## Història
La regió es va convertir a l'islam el 629 per obra de Abu-Zayd al-Ansarí i Amr ibn al-As, acollits a Suhar per la família regnant dels al-Julanda. Al segle xiii fou envaïda dues vegades pels perses que s'hi van mantenir fins que els portuguesos els van expulsar el 1522; els portuguesos van cobrar el tribut que abans es pagava al rei d'Ormuz, i de fet van controlar la costa fins al 1616. Després l'ocupació fou ocasional fins al 1643, quan els yarubites els van expulsar. Suhar, la principal ciutat ja llavors, fou durant aquest domini portuguès, la rival de Mascat i Ormuz com a port comercial. Nadir Shah va provar de recuperar la Batina el 1743. El setge de Suhar va durar nou mesos (1743) i finalment els perses foren rebutjats per Àhmad ibn Saïd dels Bu Said que va adquirir un prestigi que li va valer l'imamat d'Oman per ell mateix i el sultanat de Mascat pels seus descendents.

## Demografia
Les principals tribus de la regió són els Al Sad i els Hawasina, i en menor mesura dels Bani Kharus. També hi resideixen petites tribus com els Biduwat, Al Hamad, Al Djarad, Mawalik, Nawafil, Al Bu Khurayn, Al Bu Rushayd i Shubul. La majoria de la població és ibadita.

## Divisió administrativa
Està dividida en dotze wilayes (províncies): Suhar, Ar Rustaq, Shinas, Liwa, Saham, Al Khaburah, As Suwayq, Nakhal, Wadi Al Maawil, Al Awabi, Al Musanaah i Barka.